# Pentagenia
Pentagenia é um género de insecto da família Ephemeridae.
Este género contém as seguintes espécies:
- Pentagenia robusta